# Bristol (Rhode Island)
Bristol – miejscowość oraz historyczna stolica Hrabstwa Bristol w stanie Rhode Island, w USA.
Bristol jest wodnym portem, nazwanym od miasta o tej samej nazwie w Anglii.
W miejscowości siedzibę ma Roger Williams University z kampusem przy Old Ferry Road.